# Maaike Hartjes
Maaike Hartjes (née en 1972) est une autrice de bande dessinée néerlandaise.
Si Hartjes est capable de dessiner de manière réaliste (Lyla), elle est connue pour son journal dessiné au style minimaliste publié depuis le milieu des années 1990 par différents titres féminins et généralistes néerlandais. 
Comme ses compatriotes Barbara Stok et Gerrie Hondius, elle a contribué à diffuser la bande dessinée autobiographique dans son pays.

## Publications en français
- Mon journal (nl), La Cafetière, coll. « Crescendo » no 12, 1999,  (ISBN 978-2-87407-014-3)[2].

## Récompense
- 2016 : Prix Stripschap, pour l'ensemble de son œuvre